# Christiaan Huygens
Christiaan Huygens   (la Haia, 14 d'abril de 1629 - la Haia, 8 de juliol de 1695) va ser un matemàtic, físic i astrònom neerlandès, del segle xvii, i un dels científics més influents en la seva època. Huygens era un matemàtic excel·lent i, com que va ser el primer científic de l'era moderna a transferir els coneixements matemàtics per desciure fenòmens físics observables, és sovint considerat el primer físic teòric i el fundador de la física matemàtica.

## Vida
Christiaan Huygens era fill de l'escriptor, poeta i diplomàtic Constantijn Huygens. La seva família havia treballat per a l'administració dels Orange durant diverses generacions. El seu pare va tenir un paper important en la revolta dels neerlandesos contra Lluís XIV i va mantenir correspondència amb Descartes, Mersenne i Galileo Galilei.
Christiaan fou educat a casa per tutors privats fins als setze anys; el seu tutor de matemàtiques va ser Jan Stampioen. El 1645, va anar a la Universitat de Leiden per estudiar dret i matemàtiques, i fou el seu professor Frans van Schooten. El 1647, va començar els seus estudis al recentment fundat Col·legi d'Orange de Breda, on estava de professor de matemàtiques John Pell.
Tot i que el 1649 arriba a ser membre d'una missió diplomàtica a Dinamarca, la mort de Guillem II d'Orange el 1650 i els subsegüents canvis polítics, van impedir que Huygens es pogués dedicar a la carrera diplomàtica per a la qual s'havia estat preparant. Fins al 1666 i al marge de breus estades a París i Londres (on assistirà al Gresham College i coneixerà Robert Boyle), Huygens es dedica a l'ensenyament privat a l'Haia i a les recerques científiques amb el suport econòmic del seu pare. Estudia problemes matemàtics, astronòmics, òptics, mecànics... Aquests anys són els més fruitosos de la seva carrera científica.
A partir de 1655, s'aplica amb el seu germà a l'estudi de les lents, i aconsegueix un revolucionari procediment de polit que millora substanciosament la precisió de microscopis i telescopis. Aquesta feina el posarà en contacte amb Baruch Spinoza, que era tallador de lents (a més de filòsof). Proveït amb un d'aquests telescopis, descobreix els anells de Saturn i el seu satèl·lit, Tità. També inventa el rellotge de pèndol i, gràcies a les seves publicacions, a mitjans dels anys 60, ja és considerat com el gran matemàtic del seu temps i, l'any 1663, és nomenat fellow de la Royal Society.
El 1666, es trasllada a París a invitació del rei Lluís XIV i del seu ministre Colbert, que li ofereixen un càrrec a l'Acadèmia Reial de Ciències de París. Excepte algunes estades a l'Haia, per la seva deteriorada salut, romandrà a París fins al 1681, en què retornarà definitivament a l'Haia per la revocació de l'edicte de Nantes i el consegüent deteriorament de la situació dels protestants a França.
Durant els seus últims anys a l'Haia o a les propietats familiars a Voorburg, continuarà amb les seves recerques privadament i publicarà diversos llibres. El 1689, encara farà un viatge a Londres en el qual coneixerà Isaac Newton i Edmund Halley.

## Obra
Una part important de la seva obra ha sobreviscut en forma de manuscrits no publicats. A finals del segle xix, la Societat Holandesa de les Ciències va endegar el projecte de publicar les seves obres completes, incloent-hi tots el manuscrits dispersos entre les seves residències, l'Acadèmia Reial de Ciències i altres llocs. El projecte es va donar per finalitzat el 1950, amb la publicació del volum 22 de l'obra completa de Huygens.

### Matemàtica
Les seves primeres obres són purament matemàtiques: determinació de quadratures i curvatures i problemes algebraics relacionats amb les obres de Pappos:
- Theoremata de quadratura hyperboles, ellipsis et circuli (Leiden, 1651), en el qual refuta la quadratura del cercle de Grégoire de Saint-Vincent.
- De circuli magnitudine inventa (Leiden, 1654).

En el seu primer viatge a París, va sentir parlar dels estudis de Blaise Pascal sobre la probabilitat i Huygens ho va prendre com a problema d'estudi:
- Tractatus de ratiociniis in aleae ludo (Leiden, 1657). Aquest tractat serà l'únic tractat sobre probabilitat escrit abans del segle xviii i, en aquest, Huygens apunta el concepte d'expectativa d'una variable estocàstica més que el concepte de probabilitat d'un procés (per expressar-ho en termes moderns).[9]

### Òptica
Els treballs amb el seu germà per a millorar les lents i els telescopis es van iniciar el 1655 i van obtenir resultats molt importants, fins al punt que els seus telescopis eren considerats els millors del món. Això no obstant, Huygens no va publicar els seus càlculs i explicacions teòriques fins molt més tard:
- Astroscopia compendiaria, tubi optici molimine liberata (l'Haia, 1684)
- Traité de la lumière (Leiden, 1690) en què exposa la teoria ondulatòria de la llum.

En aquest camp, com en d'altres, sobreviuen nombrosos manuscrits seus, que s'han publicat en les seves obres completes. En concret, cal ressenyar el seu manuscrit del 1653 titulat Tractatus de refractione et telescopiis, en el qual explica les lleis de reflexió i refracció de la llum i el seu efecte en els telescopis.

### Astronòmica
Com a resultat del seu interès en la millora dels telescopis i de les lents, va començar a fer observacions de Saturn, i descobrí el seu anell i el seu satèl·lit, Tità:
- De Saturni lunâ observatio nova (l'Haia, 1656)
- Systema Saturnium (l'Haia, 1659)

### Mecànica

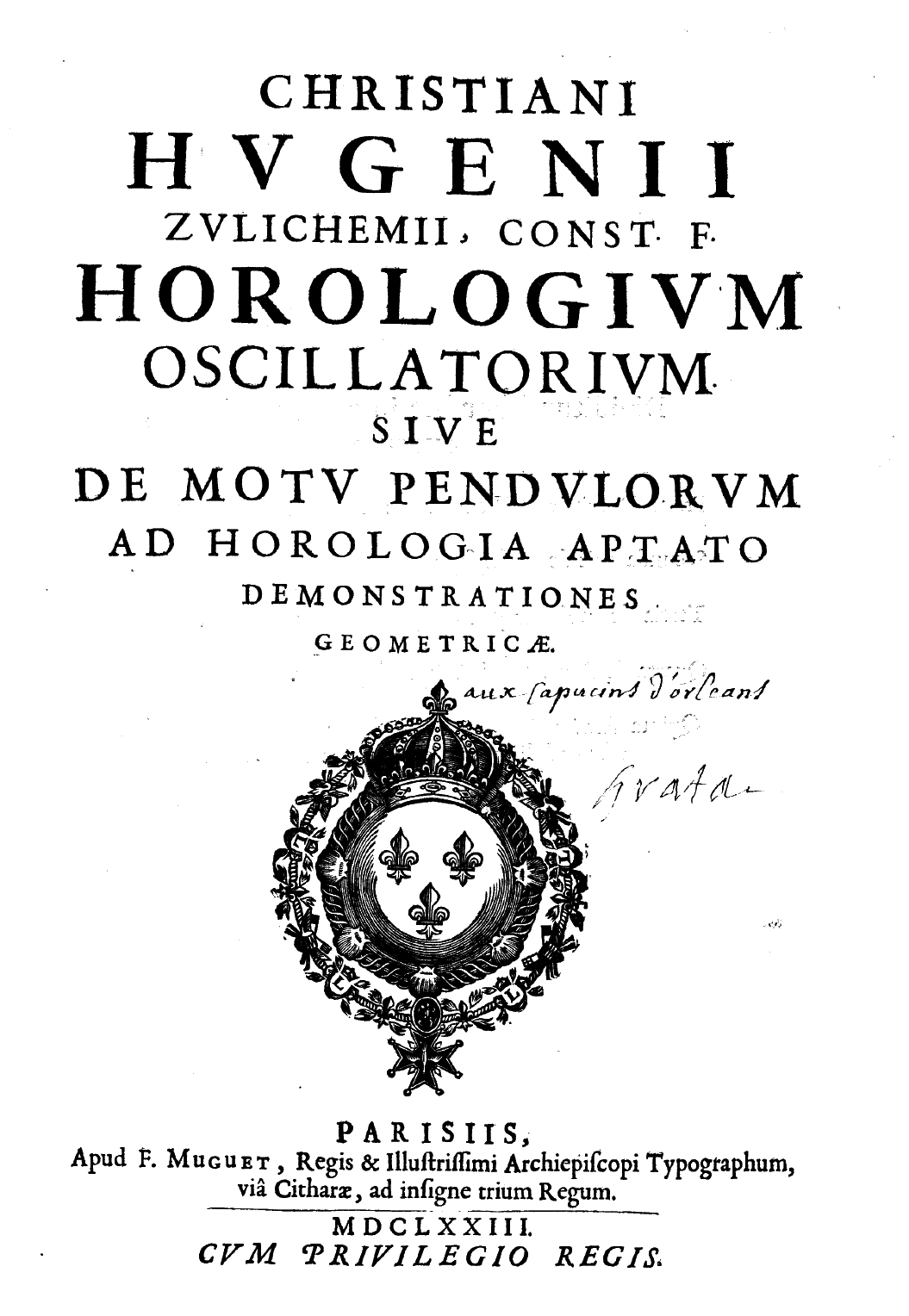
Horologium oscillatorium sive de motu pendulorum, 1673

Arran del seu descobriment del rellotge de pèndol el 1656, publica alguns llibres descrivint i explicant l'instrument:
- Horologium (l'Haia, 1658)
- Horologium oscillatorium (París, 1673). Aquest llibre, dedicat a Lluís XIV, li va causar alguns problemes al seu país, ja que França havia envaït les Set Províncies l'any anterior.[14]

L'estudi dels rellotges de pèndol no podia quedar aïllat d'estudis que donessin raó de la caiguda lliure dels cossos i, per tant, d'alguna forma de gravetat:
- Discours de la caus de la Pesanteur (Leiden, 1690), publicat conjuntament amb el Traité de la lumière.

Els seus estudis sobre la col·lisió dels cossos elàstics, els comença a l'entorn del 1652, però no publicarà les seves conclusions fins que no n'obté resultats significatius:
- De motu corporum ex percussione (manuscrit del 1656, publicat al Journal des Savants del 1669).

Huygens va ser el primer en demostrar que una cadena penjada dels seus dos extrems no descriu una paràbola com es pensava comunament. Anys més tard es va demostrar que la forma descrita era una catenària.

### Filosòfica
La concepció de la ciència de Huygens és força actual: considera que no es pot aconseguir una fiabilitat total en l'experimentació i que, per tant, les teories només són les aproximacions més probables a la verdadera explicació dels fenòmens. Tota la seva filosofia de la ciència està continguda en:
- Cosmotheoros, sive de terris coelestibus, earumque ornatu, conjecturae (l'Haia, 1698)[17]

### Llanterna mágica
La primera aparició d'una referéncia a la llanterna màgica la fa Christian Huygens a un manuscrit de 1659. En aquest manuscrit, Huygens fa un disseny d'aquest artefacte. També apareix el disseny de plaques per crear projeccions amb aquest aparell mitjançant la superposició d'imatges.

## Retrats de Huygens
Existeixen nombrosos retrats de Huygens, ja que va ser un personatge molt reconegut en la seva època. A més dels inserits al requadre, es poden citar: 
- Un retrat al pastel per Bernat Vaillant del 1686, al Museu Hofwijck de Voorburg.
- Un retrat per Pierre Bourguignon del 1688, a la Koninklijke Nederlandse Akademie van Wetenschappen (Reial Acadèmia d'Arts i Ciències d'Holanda), d'Amsterdam.